# 縫合船

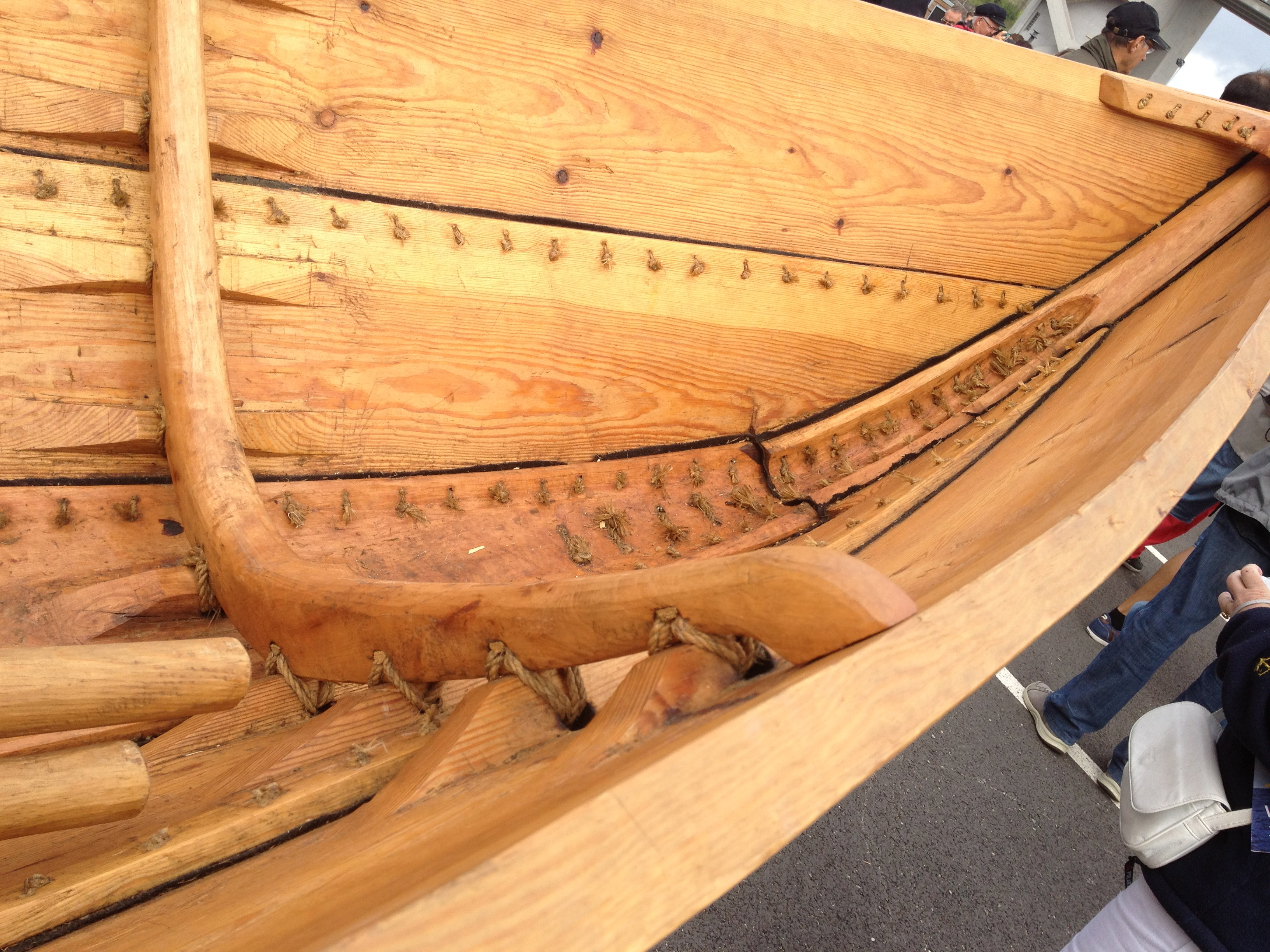
Halsnøy boat、船首の詳細。

縫合船（ほうごうせん、Sewn boat）は、木を重ねるクリンカー技法を使って、板材同士を動物の腱や植物の根や柳の枝などの柔軟な素材で縫い合わせたり縫い付けたり縛ったり結んだりしたタイプの木造船である。
金属を使った釘や鋲のような部品が発明されるまで、世界各地で縫合船の技術を使った船が作られていた。その後も、金属が高価すぎる場合の造船費用節約のためにこの技術は長期間使われた。

## 技術名と類似した技術
十分に定着しているが、「縫合sewn」という言葉は、カヤックのような布または皮革を使ったボートを誤って連想させるとして、代替として、laced boats(独: geschnürte Boote。直訳すると紐締め船）の語が提唱されることもある。
縫合船に似た現代の合板工法に、ステッチ・アンド・グルー（stitch and glue）がある。この技術では、合板パネルを銅などのワイヤーで縫い合わせ（＝ステッチ）、板の合わせ目を接着剤（＝グルー）で埋めて、さらにガラス繊維で補強している。ステッチは取り除いてもいいし、そのままにしてもよい。バイキングの船として知られている木釘船も技術的に近いものがある。

## 建設
普通の船は竜骨のような枠材で構造を作るが、縫製船は船の外板そのものが構造になるモノコックである。慎重に形作られた厚板は、通常はクリンカー技法で板の端と端が繋ぎ合わさるように、重なり合う部分が縫い合わされていく。厚板を配置していくと、船の表面を望むとおりに曲げることができる。結果として得られる構造は非常に柔軟になる。板同士を縫い合わせた後で、さらに船の内側に枠を追加して、剛性を高めることもできる。
木製のペグ（しばしば木釘treenailsと呼ばれる）を使用して、より厚いクリンカー板を固定することができるが、この手法は、板がペグを保持するのに十分な厚さがある場合にのみ機能する（薄ければ摩擦力の不足で釘がすっぽ抜けてしまう）。このため、大型船はペグを使用して建造されることが多く、小型船は縫い付け技法を使用していた。

## 歴史
縫合船はアジア全体に広まっており、有史以前に製造されていた可能性がある。縫合船の最も初期の既知の例は、エジプトのギゼのピラミッドの近くで展示されている長さ40メートル以上の「太陽の船」（クフ王の船）であり、紀元前2500年頃のものである。それよりさらに数千年前からあったであろうイカダや葦船の製造工程から見れば、縫合構造は自然な進化である。世界の他の地域で見つかった最も古い縫合船はイギリスのイースト・ライディング・オブ・ヨークシャーで発見されたFerriby Boatsであり、標本の一つ（ F2と呼ばれる）の放射性炭素年代測定によれば紀元前1930年から紀元前1750年までさかのぼる。その後の年代の発見物には、初期のギリシャ船が含まれている。北欧で最も古い発見は、デンマークのアルス島で発見されたHjortspring boat（紀元前300年頃）になる。フィンランド、ロシア、カレリア、エストニアといった旧ロシアの貧しい地域では、1920年代まで小さな縫合船が作られていた。
縫製構造で建造された最もよく知られている船は、インド太平洋のオーストロネシア人のプロア船（これはラッシュラグ技術も使用している）と、紅海・ペルシア湾・インド洋の原産で中東と南アジアで使われているダウ船である 。これらは地理的な近接性と類似性にもかかわらず、互いに著しく異なり、それぞれが独立して発達したことを示している。オーストロネシアの縫合は不連続であり、船体の内面からのみ見ることができるが、南アジアと中東の縫合は連続しており、船体の外側と内側の両方で見ることができる。

## 縫合船の例
- ダウ船
- イタオマチプ
- ムテペ船（英語版）
- ヌールラン船（英語版）